# Erdélyi Szikra (folyóirat, 1931)
Erdélyi Szikra a Városi és Falusi Dolgozók Blokkjának programját népszerűsítő lap. Nagyváradon jelent meg 1931 áprilisában és májusában Máthé Ernő és Gyarmati Miklós szerkesztésében. Munkásköltők verseit közölte; irodalmi anyagában publikálta Makszim Gorkij írásait a humanistákhoz, Hidas Antal forradalmi versét és Lunacsarszkij cikkét Hidasról. A lapot az 5. szám után a hatóságok betiltották.